# La piccola campionessa
La piccola campionessa (Reach for the Sky) è un film del 1989 diretto da Elisabeta Bostan.
La pellicola, di produzione canadese, è interpretata da attori rumeni.
Il film è ispirato alla storia di Nadia Comăneci.

## Trama
Corina è una giovane ragazza con il talento innato per la ginnastica artistica. La sua infanzia non è delle migliori a causa dello sport, che lei ama molto. Nessuno crede in lei, tranne che il suo allenatore e una sua amica ginnasta, finché non vince la medaglia d'oro alle Olimpiadi.